# Watt (romanzo)
Watt è il secondo romanzo di Samuel Beckett scritto prevalentemente durante la fuga dello scrittore nel sud della Francia mentre era in corso la seconda guerra mondiale e pubblicato dall'Olympia Press di Maurice Girodias nel 1953. Nel 1968 è uscita una traduzione in francese dell'autore stesso con la collaborazione di Ludovic Janvier.

## Trama
Suddiviso in quattro parti, descrive il viaggio del protagonista, Watt, verso e nella casa del signor Knott, dove diventa il domestico solitario del padrone e sostituisce Arsene che pronuncia un lungo monologo d'addio alla fine della prima parte. Nella seconda, Watt si sforza di trovare senso alla vita nella casa del signor Knott, avendo provato una grande preoccupazione durante la visita degli accordatori di pianoforte Galls, padre e figlio, e tra altri episodi, per un contenitore misteriosamente resistente alle lingue. Nella terza parte (narrata da un certo Sam) Watt è in reclusione, la sua voce mascherata oltre il limite dell'identificazione, mentre il racconto parte per tangenti fantastiche come la storia del resoconto di Ernest Louit al comitato della vecchia università di Beckett, il Trinity College a Dublino, su un viaggio di ricerca nell'Irlanda occidentale. La quarta parte è la più breve e mostra Watt che arriva in una stazione ferroviaria da dove, nella distorta cronologia del romanzo, si mette in viaggio verso il ricovero che ha già raggiunto nella terza parte.
Il romanzo finisce con una serie di addenda che hanno evitato l'inserimento nel testo di "soltanto stanchezza e disgusto" ma che, nonostante ciò, dovrebbero essere "studiati attentamente". Appaiono come concetti e frammenti apparentemente intesi per il romanzo ma poi non utilizzati.

## Personaggi
Vi è un continuo proliferare di personaggi che a volte sono gli stessi con nomi diversi, tra questi Mr. Hunchy Hackett, una coppia (marito e moglie) di passanti, un poliziotto, Goff e Tetty, Mr. and Mrs. Nixon, Mr. Dum Spiro, Watt, Lady McCann, Mr. Knott, Mr. Graves, Erskine, Mr. Gall Senior, Mr. Gall Junior, Tom Lynch, i suoi figli Joe, Jim e Bill, la moglie di Joe (nata Doyly-Byrne), la moglie di Jim (Kate Sharpe), i nipotini Tom, Sam, May, Ann, i gemelli Art e Con, e gli altri parenti Jack, Liz, Simon, Ann, Bill, Mat, Kate, Sean, Bridie, Rose, Cerise, Pat e Larry, i cani Kate e Cis, Arsene, Walter, Vincent, i servitori precedenti Tom, Dick, Harry e un altro senza nome, MR. e Mrs. Gorman, Arthur Arter, Bando, Ernest Louit, Thomas Nackybal, i cinque consulenti Mr. O'Meldon, Mr. Magershon, Mr. Fitzwein, Mr. de Baker e Mr. MacStern, poi Mr. Case, Mr. Nolan, Mr. Gorman, Mr. Cox, Mr. Waller e Mr. McCann.

## Significati
Il personaggio di Ernest Louit è solo una delle numerose frecciatine sarcastiche all'Irlanda contenute nel romanzo. Le altre includono la chiara ambientazione a sud di Dublino e i dignitosi cittadini dell'apertura del romanzo, Dum Spiro, editore della rivista cattolica Crux e un esperto dell'oscuro enigma teologico, e l'esasperazione di Beckett riguardo al divieto della contraccezione nello Stato Libero d'Irlanda (come precedentemente osservato nel suo saggio del 1935 Censura nello stato libero d'Irlanda).
Watt è caratterizzato da un quasi ipnotico uso delle ripetizioni, da un umorismo filosofico veramente impassibile, da un inglese deliberatamente non idiomatico, come ad esempio la fermata del tram "facoltativa" di Watt, da esempi visivi come un coro di rane, un coro di note miste e da un grande uso di ellissi verso la fine del testo. Le ultime parole del romanzo sono: "simboli non ci sono dove non c'è intenzione".
Beckett stesso ha affermato di aver scritto questo romanzo a Roussillon solo come "un esercizio" mentre aspettava la fine della guerra.
Descritto come "la balena bianca degli studi di Beckett, un ammasso di documenti che sfida a trovarvi un senso", il manoscritto è stato consultato da Jorge Luis Borges durante la sua visita all'Università del Texas di Austin.
Una versione corretta, a cura di C. J. Ackerley, è stata pubblicata da Faber and Faber nel 2009 e sono stati eliminati tutti i vari errori delle edizioni precedenti.

## Traduzioni
In italiano esistono due traduzioni di questo romanzo, una di Cesare Cristofolini e un'altra più recente di Gabriele Frasca.

## Edizioni
- Samuel Beckett, Watt, Olympia Press, Paris, 1953 [in inglese].
- id., Watt, trad. francese dell'autore con Ludovic Janvier, Éditions de Minuit, Paris, 1969.
- id., Watt. Romanzo, trad. Cesare Cristofolini, Collana I Giorni n.18, Sugar, Milano, I ed. 1967, pp. 7–263; Collana Tasco.Letteratura n.47, Sugarco Edizioni, Milano, 1981-1996, ISBN 978-88-71-98314-1.
- id., Watt, a cura di Gabriele Frasca, Collana NUE n.228, Einaudi, Torino, I ed. luglio 1998, pp. 1–248.